# ヒサマツサイカブト
ヒサマツサイカブト（久松犀兜、学名：Oryctes hisamatsui ）は、沖縄県に生息するカブトムシの一種。
1957年に2体のメスが採集されていたが、2002年に新種として記載された。

## 生息地
沖縄県南大東島

## 形体
体長5センチ程。タイワンカブトより2回り程大きい。体型はタイワンカブトに似るものの、厚みがある。タイワンカブトと同じくサイのような角を持っている。

## 飼育
飼育は市販カブトマットなどを飼育容器に入れてそこに雌雄ペアを入れる。幼虫期間は短く半年弱ほどである。ただし、幼虫成虫ともに非常に力が強く、容器をかじって脱走することがあるため、プリンカップなどではなくきちんと蓋が閉まる飼育ケースを使用する。なお、本種を飼育する飼育者は野外に放虫することは厳禁ということを心がける必要がある。
短足が原因で、本種は他のカブトムシやクワガタムシ等に比べ、転倒から姿勢を復旧するのが非常に苦手である。このため、飼育ケースには、つかまることのできる木の枝などを入れておいたほうがよい。多摩動物公園昆虫園の飼育例では、マットに潜ったまま姿が見えないのと転倒問題を防止するため、床材としてセメントを使用した。